# Андрес Кордова
Андрес Фернандес де Кордова Ньєто (28 травня 1892 — 3 жовтня 1983) — еквадорський політик, тимчасовий президент країни з грудня 1939 до серпня 1940 року.